# J.K. Line
Die J.K. Line Inc. (AAR-reporting mark: JKL) war eine Class-3-local railroad-Bahngesellschaft, die von 1990 bis Anfang 2003 im US-Bundesstaat Indiana Güterverkehr, insbesondere Getreidetransporte, auf einer rund 26 km langen Strecke erbrachte.

## Geschichte
Am 1. April 1976 übernahm die neu gegründete Consolidated Rail Corporation (Conrail) unter anderem einen Großteil der Aktivitäten der zahlungsunfähigen Erie Lackawanna Railway (EL), nicht aber deren Hauptstrecke zwischen Marion (Ohio) und Chicago. Nachdem die Erie Western Railway und die Chicago & Indiana Railroad den etwa 256 km langen Abschnitt im Bundesstaat Indiana ebenfalls nicht dauerhaft weiterbetreiben konnten, wurde der knapp 26 km lange Teil zwischen North Judson und Monterey 1980 durch die Tippecanoe Railroad übernommen.
Am 24. April 1990 erwarb der Unternehmer Daniel J. Frick die Bahngesellschaft und benannte sie nach den Initialen der Namen seiner beiden Töchter in J.K. Line Inc. um; vereinzelt auch als JK Lines bezeichnet. Frick war Miteigentümer des Landhandelsunternehmens Frick Services, das 1989 das Getreidesilo der Buckeye Feed & Supply in Monterey gekauft hatte. Dieses Silo war nahezu der einzige Frachtkunde der Tippecanoe Railroad. Frick erwarb 1993 auch die Bahnstrecke Winamac–Logansport und betrieb diese zunächst über seine Winamac Southern Railway (WSRY) sowie ab 1995 als A&R Line, um die Bahnanbindung des Frick-Getreidesilos in Winamac zu sichern. JKL, A&R und WSRY kooperierten im Bahnbetrieb, etwa durch Austausch von Fahrzeugen und Personal.
Im Sommer 1997 erwarb Cargill vier Getreidesilos in Indiana von Frick. Mit den Anlagen in Monterey und Winamac verkaufte Frick zugleich die JKL und A&R an Cargill. Ab 14. Oktober 1997 mietete die Marksman Corporation die Strecken der JKL und A&R. Die Durchführung des Güterverkehrs auf beiden Strecken wurde auf die Marksman-Tochtergesellschaft Toledo, Peoria and Western Railway (TPW) übertragen. Zum 17. September 1998 wurde das Mietverhältnis vereinfacht, indem die TPW direkt ohne Einbindung von Marksman in den Mietvertrag einstieg. Marksman und die TPW wurden 1999 durch RailAmerica erworben.
Am 18. Oktober 2002 stellte RailAmerica vor dem Surface Transportation Board (STB) den Antrag zum Erwerb der JKL und A&R von Cargill und deren Fusion mit der TPL. Zugleich wurde die Stilllegung der JKL und eines Teils der A&R beantragt. Cargill hatte seinerseits die Schließung der Getreidesilos in Monterey und Winamac angekündigt. Das STB gab dem Antrag am 11. Dezember 2002 statt. Die Gleisanlagen der JKL zwischen North Judson und Monterey wurden 2004 und 2005 mit Ausnahme eines kurzen Abschnitts in North Judson abgebaut. Die Trasse wurde dem Hoosier Valley Railroad Museum in North Judson überlassen und wird abschnittsweise als Fahrradweg (Rail Trail) genutzt. Das Unternehmen JKL existierte noch bis 2004 als RailAmerica-Tochterunternehmen ohne Geschäftsbetrieb.

## Infrastruktur
Die Strecke der JKL war ein rund 26 km (16 Meilen) langer Abschnitt der früheren EL-Hauptstrecke nach Chicago zwischen den Mileposts 183 in Monterey und 199 in North Judson. In North Judson bestand Anschluss an eine Strecke der CSX Transportation. Die JKL bediente keine Zwischenstationen.

## Verkehr
Praktisch einziger Frachtkunde der JKL war das Getreidesilo und landwirtschaftliche Lagerhaus von Frick Services, später Cargill, in Monterey. Mitte der 1990er-Jahre wurden jährlich etwa 1400 Güterwagen mit Getreide und Düngemitteln befördert.

## Fahrzeuge
Die JKL nutzte eine von der Tippecanoe Railroad übernommene, ursprünglich für die Chesapeake and Ohio Railway gebaute EMD-Diesellokomotive des Typs SD18. Zur Abstellung und Wartung stand ein kleines Depot in Monterey zur Verfügung.